# Gurgeln

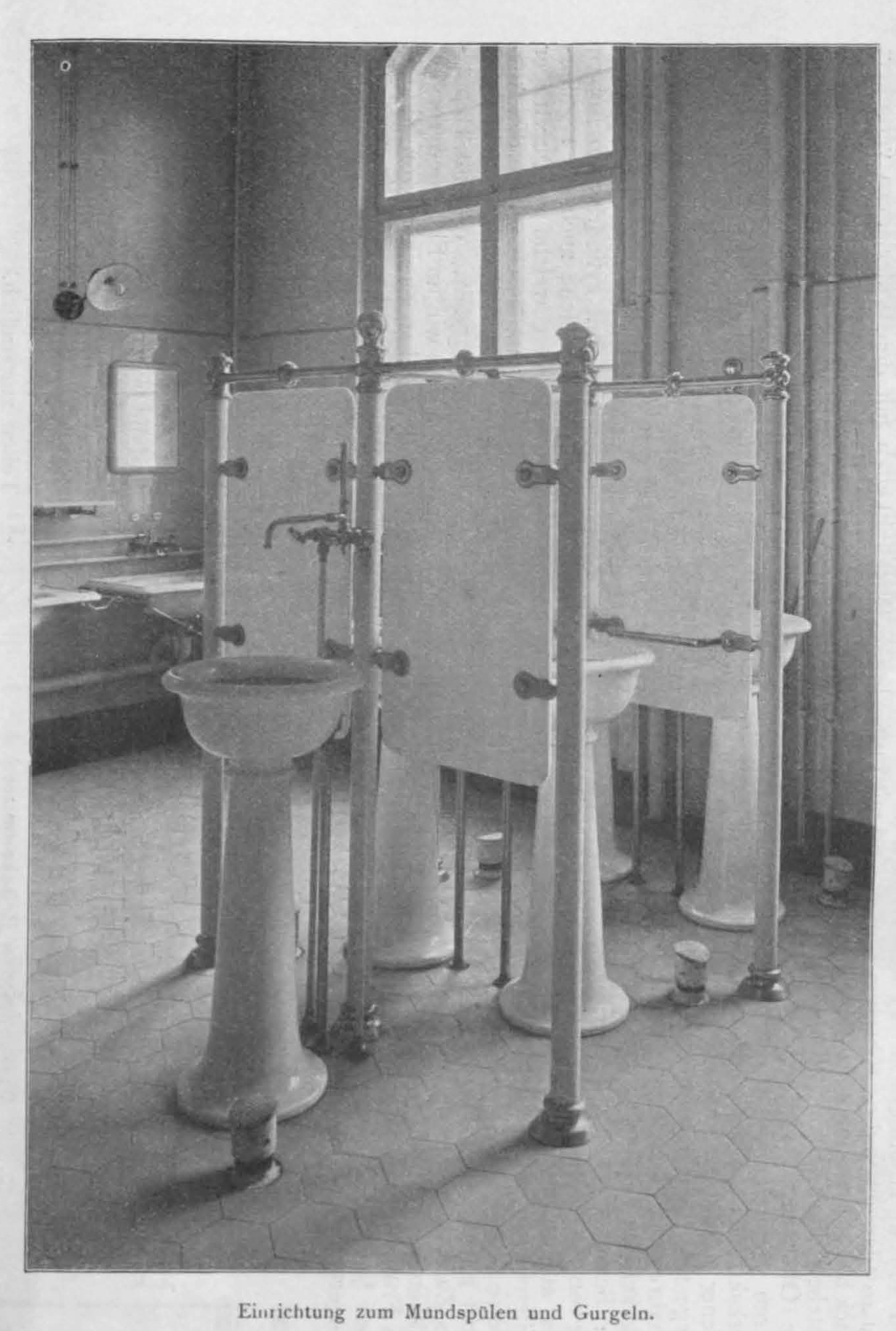
Einrichtung zum Mundspülen und Gurgeln, Beelitz-Heilstätten (1904)

Das Gurgeln (von Gurgel = Hals, von lateinisch: gurgulio = Schlund, Kehle, Luftröhre) ist eine Methode der Reinigung des Rachenraumes, speziell bei Halsentzündung. Zum Gurgeln wird Flüssigkeit in den Mund gegeben und der Kopf etwas nach hinten geneigt, so dass die Flüssigkeit in den Schlundeingang vordringt. Dann wird Luft ausgeatmet, welches die Flüssigkeit zum Blubbern bringt. Gegurgelt wird mit Wasser, Salzlösungen oder mit speziellen Gurgellösungen (Mundwasser).
Im Rahmen der COVID-19-Pandemie wurde Gurgeln in der Diagnostik zur Probeentnahme für PCR-Tests genutzt.